# Hydroporus truncatus
Hydroporus truncatus är en skalbaggsart som beskrevs av Mannerheim 1853. Hydroporus truncatus ingår i släktet Hydroporus och familjen dykare. Inga underarter finns listade i Catalogue of Life.